# Procatopus websteri
 Procatopus websteri és un peix de la família dels pecílids i de l'ordre dels ciprinodontiformes.

## Distribució geogràfica
Es troba a Àfrica: Gabon.